# فتاة جيدة أصبحت سيئة
غود غرل غون باد تور هو الألبوم الإستديو الثالث من قبل المغنية البربادوسية ريانا، صدر في 31 مايو، 2007، من قبل تسجيلات ديف جام وتسجيلات إس آر بي. أثناء عملية تسجيل الألبوم، عملت ريانا مع العديد من المنتجين، بما في ذلك إنتاج سي. «تريكي» ستيوارت، تيريس "دريم" ناش، إيفان روجرز، كارل ستوركن، ني-يو، ستارقيت، وتمبلند.

## الخلفية والتنمية
| |  |  |
| ساعد ني-يو (يمين) في كتابة وغناء "هيت ذات آي لوف يو" وساعد جستن تيمبرلك (يسار) في كتابة وإنتاج "ريهاب". |  |  |

في أوائل عام 2007، بدأت ريانا العمل على ألبومها الإستديو الثالث. أوضحت ريانا أنها تسعى إلى الحفاظ على استمتاع الجمهور ويكون مفعم بالعاطفة في نفس الوقت. فكرت ريانا في أن تسجل ألبوماً لا يستطيع المستمع بأن يتخطى الأغاني. استشهدت بأفروديزياك (2004)، الألبوم الإستديو الرابع للمغنية الأمريكية براندي نوروود، على أنه الإلهام الرئيسي للألبوم. في مقابلة مع MTV News، أعلنت أن:
في مايو 2007، كشفت ريانا أن عنوان ألبومها سوف يكون قوود قيرل قون باد لأنه يمثل شخصيتها الجديدة الأكثر جرأة والأكثر استقلالية.

## التسجيل والإنتاج

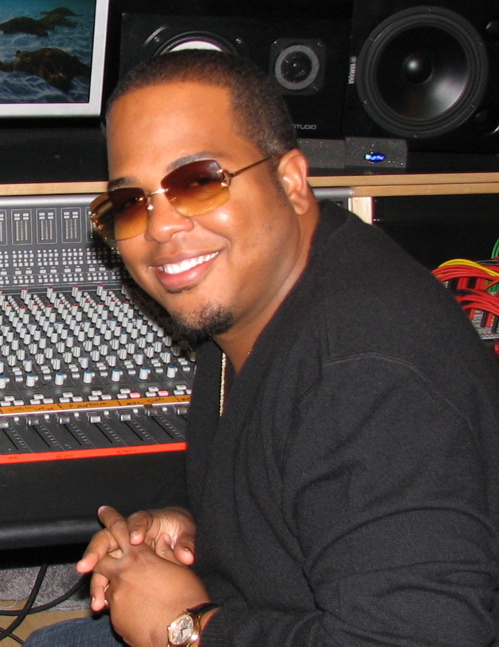
المنتج كريستوفر تريكي

تم تسجيل قوود قيرل قون باد في استوديوهات ويستليك واستوديوهات كونواي في لوس أنجلوس، استوديوهات باتري واستوديوهات روك ذا مايك في مدينة نيويورك، استوديوهات شركة شيكاغو واستوديوهات برشر في شيكاغو، مجموعة التسجيل الصوتي الأول في تورونتو، استوديوهات ليثل في بريدج تاون، استوديوهات إسبياناج في أوسلو، واستوديوهات بار ستريت في ليفربول. أمضت ريانا أسبوع حفل توزيع جوائز الغرامي التاسع والأربعين (2007) بالعمل مع المغني الأمريكي ني-يو، الذي قدم لها دروس صوتية. كتبوا وغنوا «هيت ذات آي لوف يو»، الذي شارك في كتابتها وإنتاجها فريق الإنتاج النرويجي الثنائي ستارقيت.
في عام 2007، المنتجين الأمريكين كريستوفر «تريكي» ستيوارت وتيريس "دريم" ناش ذهبوا إلى الإستديو لكتابة وإنتاج بعض الأغاني الجديدة. كتبوا الأغنية «أمبريلا» لمغنية البوب بريتني سبيرز في الاعتبار. لكن شركة إنتاجها رفضت الأغنية. ثم تواصلوا المنتجين مع ماري جي. بلايج، التي لم يكن لديها الوقت لتسجيل الأغنية في ألبومها المقبل. في وقت لاحق، أصبحت الأغنية لريانا.

## الأغاني

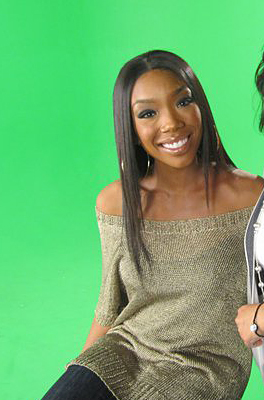
الألبوم متأثر في ألبوم براندي نوروود الإستديو الرابع أفروديزياك (2004).

الألبوم متأثر في ألبوم براندي نوروود الإستديو الرابع بعنوان أفروديزياك (2004)، قوود قيرل قون باد هو ألبوم دانس-بوب وآر أند بي مع العديد من التأيرات من موسيقى الثمانينات. الألبوم يمثل خروجها من جذورها الكاريبيه التي كانت في إصداراتها السابقة، ميوزك أوف ذا سن (2005) و آ قيرل لايك مي (2006). يبدأ الألبوم مع أغنيته المنفردة الأولى «أمبريلا»، هي أغنية آر أند بي وروك بالاد مع الطبول وسنثسيزر. الأغنية الثانية في الألبوم، «بوش أب أون مي»، تتضمن صدى تصفيق إليكتروني مع سنثسيزر. «دونت ستوب ذا ميوزك» هي أغنية دانس-بوب وتكنو التي تحتوي على أجهزة إيقاعية تستخدم أساساً في موسيقى الهيب هوب. الأغنية تحمل عينة من أغنية مايكل جاكسون المنفردة «وانا بي ستارتن سمثن» (1983). الأغنية الرابعة في الألبوم هي «بريكن دشز». «شت أب أند درايف» هي أغنية نيو ويف وبوب روك، متأثرة في أنماط موسيقى السبعينات والثمانينات. الأغنية تحمل عينة من أغنية فرقة الروك نيو أوردر «بلو منداي» (1983). التعاون مع ني-يو، «هيت ذات آي لوف يو»، هي أغنية آر أند بي فلكلورية. الأغنية السابعة في الألبوم، «ساي إت»، تحمل عينة من أغنية فرقة الريغي ماد كوبرا «فليكس» (1992). «سل مي كاندي» تتضمن إنتاج صاخب مع دقات فوضوية. الأغنية التاسعة، «ليمي قيت ذات»، من إنتاج تمبلند. «ريهاب» هي أغنية تحمل طابع الآر أند بي القديم. «كويستشن إكزستن» هي أغنية غريبة، غامضة، كئيبة، وعاطفية. الأغنية الختامية للألبوم هي أغنية تحمل عنوان الألبوم «قوود قيرل قون باد»، والتي سجلت مع الغيتار الصوتي.

## قائمة تقديرات الألبوم
| الرقم | الناقد               | التقدير     | المصادر |
| ----- | -------------------- | ----------- | ------- |
| 1     | Allmusic             | 4.5/5 stars | [ 9 ]   |
| 2     | Blender              | 3.5/5 stars | [ 19 ]  |
| 3     | Entertainment Weekly | +B          | [ 20 ]  |
| 4     | الغارديان            | 3/5 stars   | [ 21 ]  |
| 5     | Hot Press            | 5/10        | [ 22 ]  |
| 6     | The Observer         | 4/5 stars   | [ 14 ]  |
| 7     | Pitchfork Media      | 7.4/10      | [ 23 ]  |
| 8     | Rolling Stone        | 3.5/5 stars | [ 24 ]  |
| 9     | Slant Magazine       | 3/5 stars   | [ 25 ]  |
| 10    | Uncut                | 4/5 stars   | [ 26 ]  |

## الأداء التجاري

### أمريكا الشمالية
في الولايات المتحدة، دخل قوود قيرل قون باد لأول مرة المركز الثاني على الرسم البياني الأمريكي بيلبورد 200، مع 162,000 نسخة بيعت في الأسبوع الأول. في الأسبوع التالي، تراجع الألبوم إلى المركز السابع مع 81,000 نسخة بيعت منه. حصل الألبوم على شهادتين من البلاتينيوم من قبل اتحاد صناعة التسجيلات الأمريكية (RIAA)؛ اعتباراً من نوفمبر 2012، بيع منقوود قيرل قون باد 2,800,000 نسخة في الولايات المتحدة. دخل الألبوم لأول مرة على الرسم البياني الكندي في المركز الأول.

### أوروبا
في المملكة المتحدة، دخل قوود قيرل قون باد المركز الأول على الرسم البياني البريطاني. أصبح أول ألبوم لها يصل إلى المركز الأول على هذا الرسم البياني، وأمضى 128 أسبوعاً عليه. حصل الألبوم على ستى شهادات من البلاتينيوم من قبل صناعة التسجيلات البريطانية وبيعت منه أكثر من 1,850,000 نسخة في المملكة المتحدة. في أيرلندا، دخل قوود قيرل قون باد على الرسم البياني الأيرلندي في المركز الثالث، وبعد أربعة أسابيع وصل إلى المركز الأول. في فرنسا، دخل الألبوم لأول مرة المركز الثامن على الرسم البياني الفرنسي. في ألمانيا، دخل الألبوم لأول مرة المركز الرابع على الرسم البياني الألماني.

## الجوائز والترشيحات
| السنة | الحفل                    | البلد المضيف | الفئة                | النتيجة | المصادر |
| 2007  | جوائز تي إم إف البلجيكية |              | أفضل ألبوم عالمي     | رُشِّح     | [ 36 ]  |
| 2008  | جوائز بربادوس الموسيقية  |              | ألبوم السنة          | فوز     | [ 37 ]  |
| 2008  | جوائز جونو               |              | ألبوم السنة - عالمياً | فوز     | [ 38 ]  |
| 2008  | جوائز إن آر جي الموسيقية |              | أفضل ألبوم عالمي     | رُشِّح     | [ 39 ]  |
| ----- | ------------------------ | ------------ | -------------------- | ------- | ------- |

## الأغاني المنفردة
| "أمبريلا"                                                   | 2007 | 1  | 1  | 1  | 6  | 1  | 1  | 1  | 1  | 1  | 1  | - : بلاتينيوم - : بلاتينيوم - : بلاتينيوم - : بلاتينيوم - : قولد - : بلاتينيوم - : 3× بلاتينيوم |
| "شت أب أند درايف"                                           | 2007 | 4  | 9  | 6  | —  | 6  | 5  | 12 | 14 | 5  | 15 | - : قولد - : سلفر - : بلاتينيوم                                                                 |
| "هيت ذات آي لوف يو" (مع ني-يو)                              | 2007 | 14 | 23 | 17 | 16 | 11 | 13 | 6  | 13 | 15 | 7  | - : قولد - : قولد - : سلفر - : بلاتينيوم                                                        |
| "دونت ستوب ذا ميوزك"                                        | 2007 | 1  | 1  | 2  | 1  | 1  | 6  | 3  | 1  | 4  | 3  | - : بلاتينيوم - : بلاتينيوم - : قولد - : قولد - : قولد - : 3× بلاتينيوم                         |
| "ريهاب"                                                     | 2008 | 26 | 14 | 19 | —  | 4  | 22 | 12 | 13 | 16 | 18 | - : قولد                                                                                        |
| "—" يدل على عدم دخول الأغنية إلى الرسوم البيانية الموسيقية. |      |    |    |    |    |    |    |    |    |    |    |                                                                                                 |

## الإصدار والترويج
انظر أيضاً: قوود قيرل قون باد تور

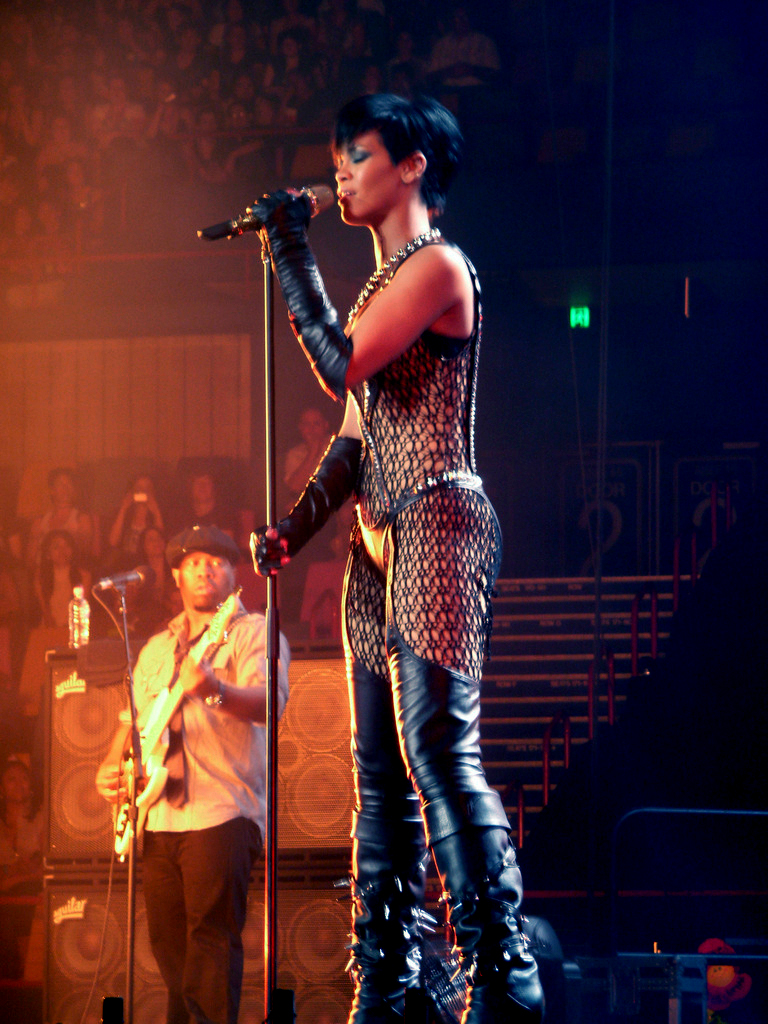
ريانا أثناء قوود قيرل قون باد تور، 2008.

أفرج عن قوود قيرل قون باد لأول مرة من قبل مجموعة يونيفرسال الموسيقية على شكل قرص مضغوط في بلجيكا والبرتغال في 31 مايو، 2007. تم إطلاق الألبوم لاحقاً في المملكة المتحدة في 4 يونيو وفي الولايات المتحدة في اليوم التالي على شكل قرص مضغوط وأسطوانة فونوگراف. نسخة فاخرة من الألبوم، تضم قرص إضافي مع دانس ريمكسات، صدر 27 يونيو في اليابان. لمواصلة ترويج الألبوم، شرعت ريانا في أول جولة عالمية لها وثاني جولة عموماً، بعنوان قوود قيرل قون باد تور (2007-2009). ألبوم فيديو، قوود قيرل قون باد لايف، تم تصويره في مانشستر أرينا في مانشستر، المملكة المتحدة، في 6 ديسمبر، 2007.

## قائمة أغاني الألبوم
1. «أمبريلا» (مع جي-زي) - (4:35)
2. «بوش أب أون مي» - (3:15)
3. «دونت ستوب ذا ميوزك» - (4:27)
4. «بريكن دشز» - (3:20)
5. «شت أب أند درايف» - (3:33)
6. «هيت ذات آي لوف يو» (مع ني-يو) - (3:39)
7. «ساي إت» - (4:10)
8. «سل مي كاندي» - (2:45)
9. «ليمي قيت ذات» - (3:41)
10. «ريهاب» - (4:54)
11. «كويستشن إكزستن» - (4:08)
12. «قوود قيرل قون باد» - (3:35)
13. «أمبريلا» (ذا ليندبيرغ بالس ريمكس) - (3:53) (أغنية إضافية في النسخة الفرنسية)
14. «هانتد» - (4:09) (أغنية إضافية في النسخة اليابانية)
15. «كراي» - (3:53) (أغنية إضافية في النسخة البريطانية)
16. «أمبريلا» (أكوستك) - (4:36) (أغنية إضافية في النسخة البريطانية الرقمية)
17. «أمبريلا» (مع جي-زي) (شيموس حاجي و بول إيمانويل ريمكس) - (6:27) (أغنية إضافية من القرص الثاني في النسخة اليابانية)
18. «بريكن دشز» (سول سيكيرز ريمكس) - (6:36) (أغنية إضافية من القرص الثاني في النسخة اليابانية)
19. «دونت ستوب ذا ميوزك» (ذا وايدبويز كلوب مكس) - (6:04) (أغنية إضافية من القرص الثاني في النسخة اليابانية)
20. «كويستشن إكزستن» (ذا وايدبويز كلوب مكس) - (6:37) (أغنية إضافية من القرص الثاني في النسخة اليابانية)
21. «هيت ذات آي لوف يو» (مع ني-يو) (كي-كلاسيك ريمكس) - (6:12) (أغنية إضافية من القرص الثاني في النسخة اليابانية)
22. «بوش أب أون مي» (موتو بلانكو كلوب مكس) - (7:41) (أغنية إضافية من القرص الثاني في النسخة اليابانية)
23. «قوود قيرل قون باد» (سول سيكيرز ريمكس) - (6:37) (أغنية إضافية من القرص الثاني في النسخة اليابانية)
24. «هانتد» (ستيف ماك كلاسيك مكس) - (6:35) (أغنية إضافية من القرص الثاني في النسخة اليابانية)
25. «ساي إت» (سول سيكيرز ريمكس) - (6:25) (أغنية إضافية من القرص الثاني في النسخة اليابانية)
26. «كراي» (ستيف ماك كلاسيك مكس) - (5:48) (أغنية إضافية من القرص الثاني في النسخة اليابانية)
27. «إس أو إس» (ديجيتال دوغ ريمكس) - (7:23) (أغنية إضافية من القرص الثاني في النسخة اليابانية)

ملاحظات
- «بوش أب أون مي» عينة من «رننق ويذ ذا نايت»، من كتابة وأداء لاينل ريتشي.
- «دونت ستوب ذا ميوزك» عينة من «وانا بي ستارتن سمثن»، من كتابة وأداء مايكل جاكسون، التي هي نفسها عينة أيضاً من «سول ماكوسا»، من أداء مانو دبانغو.
- «شت أب أند درايف» عينة من «بلو منداي»، من كتابة وأداء فرقة الروك نيو أوردر.
- «ساي إت» عينة من «فليكس»، من كتابة إيوارت براون، كليفتون ديلون، سلاي دنبر، وبراين طومسون، من أداء فرقة الريغي ماد كوبرا.

## الرسوم البيانية
| الرسم البياني (2007)                             | المركز | المصادر |
| ------------------------------------------------ | ------ | ------- |
| ألبومات أسترالية (ARIA)                          | 2      | [ 48 ]  |
| ألبومات نمساوية (Ö3 Austria)                     | 3      | [ 49 ]  |
| ألبومات بلجيكية (Ultratop Flanders)              | 9      | [ 50 ]  |
| ألبومات بلجيكية (Ultratop Wallonia)              | 9      | [ 51 ]  |
| ألبومات كندية (Billboard)                        | 1      | [ 30 ]  |
| ألبومات جمهورية التشيك (IFPI)                    | 3      | [ 52 ]  |
| ألبومات كرواتية (Toplista)                       | 17     | [ 53 ]  |
| ألبومات دنماركية (Hitlisten)                     | 2      | [ 54 ]  |
| ألبومات فنلندية (Suomen virallinen lista)        | 7      | [ 55 ]  |
| ألبومات فرنسية (SNEP)                            | 8      | [ 56 ]  |
| ألبومات ألمانية (Media Control)                  | 4      | [ 57 ]  |
| ألبومات مجرية (MAHASZ)                           | 4      | [ 58 ]  |
| ألبومات أيرلندية (IRMA)                          | 1      | [ 59 ]  |
| ألبومات يابانية (Oricon)                         | 8      | [ 60 ]  |
| ألبومات مكسيكية (Top 100 Mexico)                 | 16     | [ 61 ]  |
| ألبومات هولندية (MegaCharts)                     | 20     | [ 62 ]  |
| ألبومات نيوزيلندية (Recorded Music NZ)           | 4      | [ 63 ]  |
| ألبومات نرويجية (VG-lista)                       | 3      | [ 64 ]  |
| ألبومات بولندية (OLiS)                           | 3      | [ 65 ]  |
| ألبومات برتغالية (AFP)                           | 24     | [ 66 ]  |
| ألبومات إسبانية (PROMUSICAE)                     | 9      | [ 67 ]  |
| ألبومات سويدية (Sverigetopplistan)               | 18     | [ 68 ]  |
| ألبومات سويسرية (Schweizer Hitparade)            | 1      | [ 69 ]  |
| ألبومات المملكة المتحدة (OCC)                    | 1      | [ 31 ]  |
| ألبومات الولايات المتحدة (Billboard 200)         | 2      | [ 70 ]  |
| ألبومات الولايات المتحدة (Billboard Catalog)     | 12     | [ 71 ]  |
| ألبومات الولايات المتحدة (Billboard Digital)     | 12     | [ 72 ]  |
| ألبومات الولايات المتحدة (Billboard R&B/Hip Hop) | 3      | [ 73 ]  |
| ألبومات الولايات المتحدة (Billboard Tastemaker)  | 8      | [ 74 ]  |

| الرسم البياني (2007)                             | المركز | المصادر |
| ------------------------------------------------ | ------ | ------- |
| ألبومات أسترالية (ARIA)                          | 31     | [ 75 ]  |
| ألبومات نمساوية (Ö3 Austria)                     | 17     | [ 76 ]  |
| ألبومات بلجيكية (Ultratop Flanders)              | 17     | [ 77 ]  |
| ألبومات بلجيكية (Ultratop Wallonia)              | 25     | [ 78 ]  |
| ألبومات هولندية (MegaCharts)                     | 47     | [ 40 ]  |
| ألبومات مجرية (MAHASZ)                           | 21     | [ 79 ]  |
| ألبومات أيرلندية (IRMA)                          | 11     | [ 80 ]  |
| ألبومات سويسرية (Schweizer Hitparade)            | 8      | [ 81 ]  |
| ألبومات المملكة المتحدة (OCC)                    | 10     | [ 82 ]  |
| ألبومات الولايات المتحدة (Billboard 200)         | 57     | [ 83 ]  |
| ألبومات الولايات المتحدة (Billboard R&B/Hip Hop) | 33     | [ 84 ]  |

| الرسم البياني (2008)                             | المركز | المصادر |
| ------------------------------------------------ | ------ | ------- |
| ألبومات أسترالية (ARIA)                          | 9      | [ 85 ]  |
| ألبومات نمساوية (Ö3 Austria)                     | 47     | [ 86 ]  |
| ألبومات كندية (Billboard)                        | 8      | [ 87 ]  |
| ألبومات بلجيكية (Ultratop Flanders)              | 30     | [ 88 ]  |
| ألبومات بلجيكية (Ultratop Wallonia)              | 32     | [ 89 ]  |
| ألبومات هولندية (MegaCharts)                     | 56     | [ 89 ]  |
| ألبومات مجرية (MAHASZ)                           | 83     | [ 90 ]  |
| ألبومات أيرلندية (IRMA)                          | 8      | [ 91 ]  |
| ألبومات إسبانية (PROMUSICAE)                     | 37     | [ 92 ]  |
| ألبومات سويسرية (Schweizer Hitparade)            | 25     | [ 93 ]  |
| ألبومات المملكة المتحدة (OCC)                    | 39     | [ 82 ]  |
| ألبومات الولايات المتحدة (Billboard 200)         | 21     | [ 94 ]  |
| ألبومات الولايات المتحدة (Billboard R&B/Hip Hop) | 15     | [ 95 ]  |

## الشهادات
| الدولة           | المزود             | الشهادات     | المبيعات  | المصادر |
| ---------------- | ------------------ | ------------ | --------- | ------- |
| أستراليا         | (ARIA)             | 3× بلاتينيوم | 210,000   | [ 96 ]  |
| النمسا           | (IFPI Austria)     | 2× بلاتينيوم | 40,000    | [ 97 ]  |
| بلجيكا           | (BEA)              | 3× بلاتينيوم | 60,000    | [ 98 ]  |
| البرازيل         | (ABPD)             | 2× بلاتينيوم | 120,000   | [ 99 ]  |
| كندا             | (Music Canada)     | 5× بلاتينيوم | 500,000   | [ 100 ] |
| الدنمارك         | (IFPI Denmark)     | 2× بلاتينيوم | 60,000    | [ 101 ] |
| فرنسا            | (SNEP)             | بلاتينيوم    | 200,000   | [ 102 ] |
| ألمانيا          | (BVMI)             | 3× بلاتينيوم | 600,000   | [ 103 ] |
| المجر            | (Mahasz)           | بلاتينيوم    | 6,000     | [ 104 ] |
| أيرلندا          | (IRMA)             | 3× بلاتينيوم | 45,000    | [ 105 ] |
| إيطاليا          | (FIMI)             | بلاتينيوم    | 80,000    | [ 106 ] |
| اليابان          | (RMNZ)             | بلاتينيوم    | 250,000   | [ 107 ] |
| نيوزيلندا        | (RMNZ)             | 3× بلاتينيوم | 45,000    | [ 108 ] |
| المكسيك          | (AMPROFON)         | قولد         | 50,000    | [ 109 ] |
| بولندا           | (ZPAV)             | 2× بلاتينيوم | 40,000    | [ 110 ] |
| سويسرا           | (IFPI Switzerland) | 3× بلاتينيوم | 90,000    | [ 111 ] |
| المملكة المتحدة  | (BPI)              | 6× بلاتينيوم | 1,850,000 | [ 112 ] |
| الولايات المتحدة | (RIAA)             | 2× بلاتينيوم | 2,800,000 | [ 113 ] |

## تاريخ الإصدار
| الدولة           | التاريخ        | نوع الإصدار      | الشركة المنتجة  | نوع النسخة | المصادر |
| بلجكيا           | 31 مايو، 2007  | قرص مضغوط        | النسخة المحدودة | يونيفرسال  | [ 40 ]  |
| البرتغال         | 31 مايو، 2007  | قرص مضغوط        | النسخة العادية  | يونيفرسال  | [ 41 ]  |
| هولندا           | 1 يونيو، 2007  | قرص مضغوط        | النسخة العادية  | يونيفرسال  | [ 114 ] |
| بولندا           | 1 يونيو، 2007  | قرص مضغوط        | النسخة العادية  | يونيفرسال  | [ 115 ] |
| فنلندا           | 4 يونيو، 2007  | قرص مضغوط        | النسخة العادية  | يونيفرسال  | [ 116 ] |
| المملكة المتحدة  | 4 يونيو، 2007  | قرص مضغوط        | النسخة العادية  | ميركوري    | [ 42 ]  |
| الولايات المتحدة | 5 يونيو، 2007  | قرص مضغوط        | النسخة العادية  | ديف جام    | [ 43 ]  |
| الولايات المتحدة | 5 يونيو، 2007  | أسطوانة فونوگراف | النسخة العادية  | ديف جام    | [ 44 ]  |
| ألمانيا          | 8 يونيو، 2007  | قرص مضغوط        | النسخة العادية  | يونيفرسال  | [ 117 ] |
| أستراليا         | 12 يونيو، 2007 | أسطوانة فونوگراف | النسخة العادية  | يونيفرسال  | [ 118 ] |
| نيوزيلندا        | 12 يونيو، 2007 | قرص مضغوط        | النسخة العادية  | يونيفرسال  | [ 119 ] |
| فرنسا            | 13 يونيو، 2007 | تحميل رقمي       | النسخة العادية  | يونيفرسال  | [ 120 ] |
| اليابان          | 27 يونيو، 2007 | قرص مضغوط        | النسخة الفاخرة  | يونيفرسال  | [ 45 ]  |
| هونغ كونغ        | 30 يوليو، 2007 | قرص مضغوط        | النسخة المحدودة | يونيفرسال  | [ 121 ] |
| كندا             | 4 ديسمبر، 2007 | قرص مضغوط        | النسخة المحدودة | يونيفرسال  | [ 122 ] |
| ---------------- | -------------- | ---------------- | --------------- | ---------- | ------- |

## روابط خارجية
- غود غرل غون باد على موقع ميتاكريتيك (الإنجليزية)
- غود غرل غون باد على موقع الموسوعة البريطانية (الإنجليزية)
- غود غرل غون باد على موقع أول موفي (الإنجليزية)